# دیزیچه (اردستان)
دیزیچه یک روستا در ایران است که در استان اصفهان واقع شده‌است. دیزیچه ۶۶ نفر جمعیت دارد.